# Клюково (гміна)
Гміна Клюково (пол. Gmina Klukowo) — сільська гміна у східній Польщі. Належить до Високомазовецького повіту Підляського воєводства.
Станом на 31 грудня 2011 у гміні проживало 4595 осіб.

## Територія
Згідно з даними за 2007 рік площа гміни становила 123.77 км², у тому числі:
- орні землі: 86.00%
- ліси: 9.00%

Таким чином, площа гміни становить 9.66% площі повіту.

## Населення
Станом на 31 грудня 2011:
| Опис     | Загалом | Загалом | Чоловіки | Чоловіки | Жінки | Жінки |
| -------- | ------- | ------- | -------- | -------- | ----- | ----- |
| одиниця  | осіб    | %       | осіб     | %        | осіб  | %     |
| все      | 4595    | 100     | 2386     | 51.93    | 2209  | 48.07 |
| міське   | 0       | 100     | 0        |          | 0     |       |
| сільське | 4595    | 100     | 2386     | 51.93    | 2209  | 48.07 |

## Сусідні гміни
Гміна Клюково межує з такими гмінами: Боґути-П'янкі, Бранськ, Рудка, Цехановець, Чижев, Шепетово.